# SEAT León
SEAT León (укр. СЕАТ Леон) — автомобілі C-класу, що виробляються концерном Volkswagen з 1998 року.

## Seat Leon I (1M) (1998–2006)

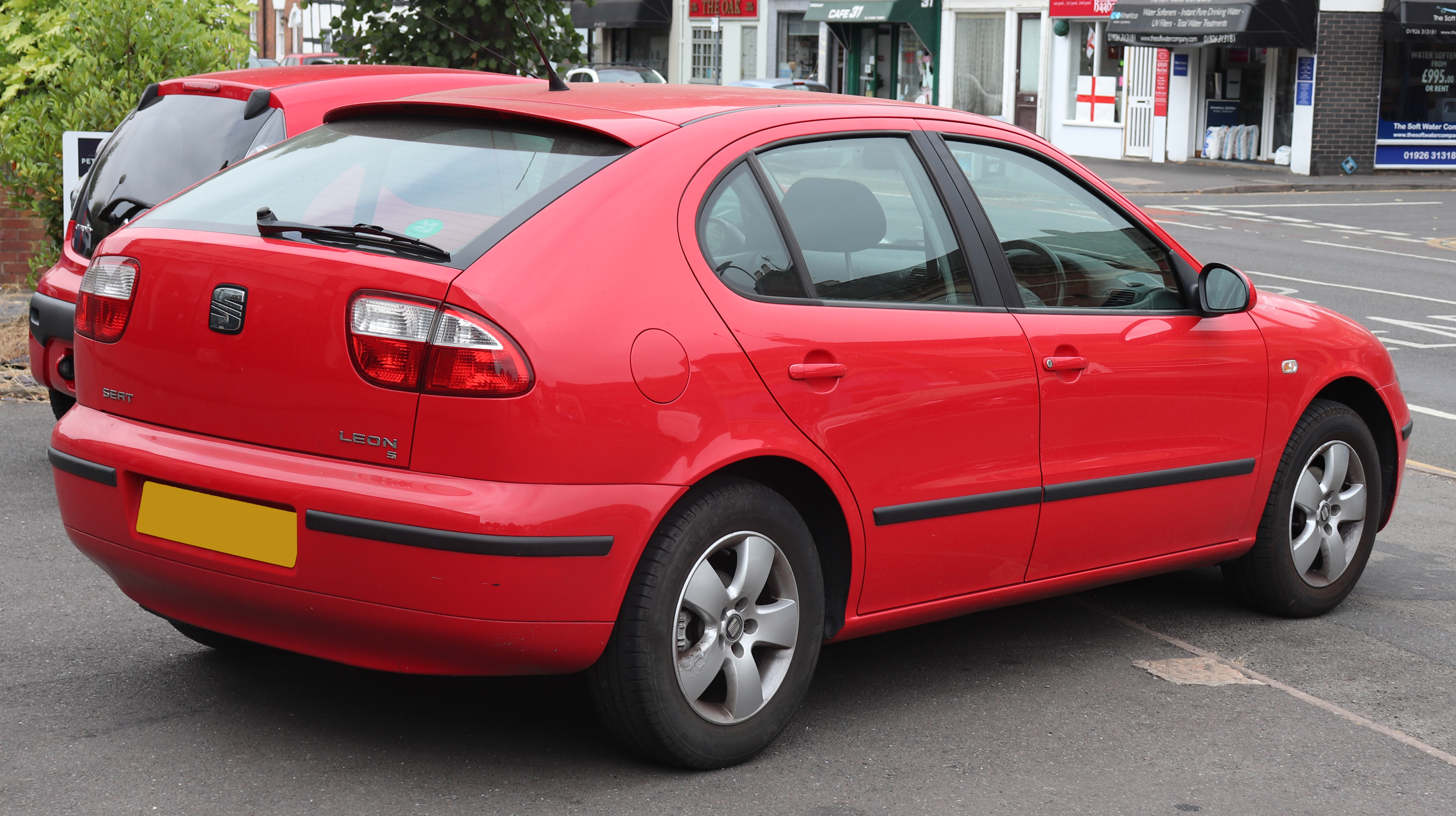
Seat Leon I

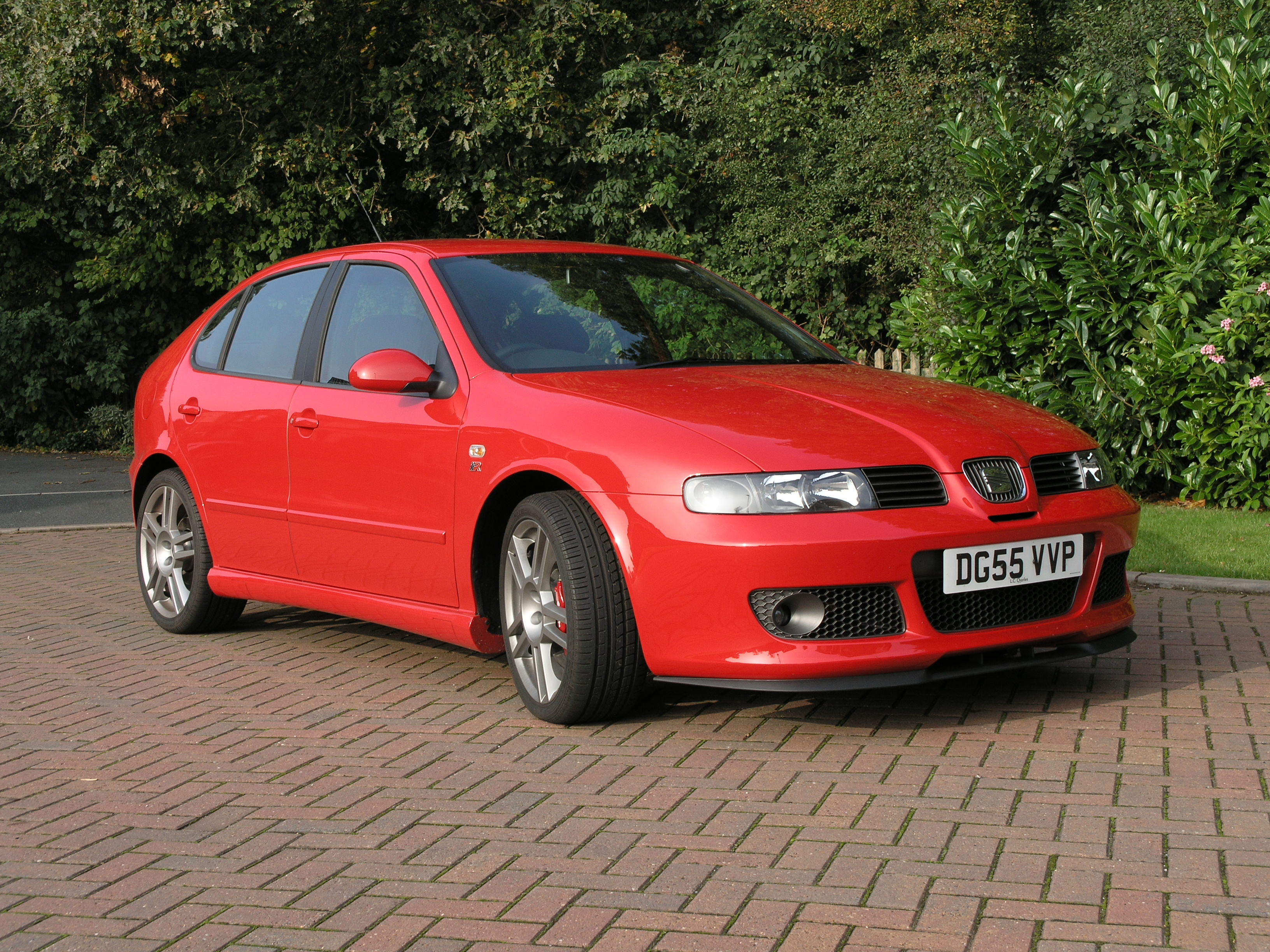
Seat Leon I Cupra R

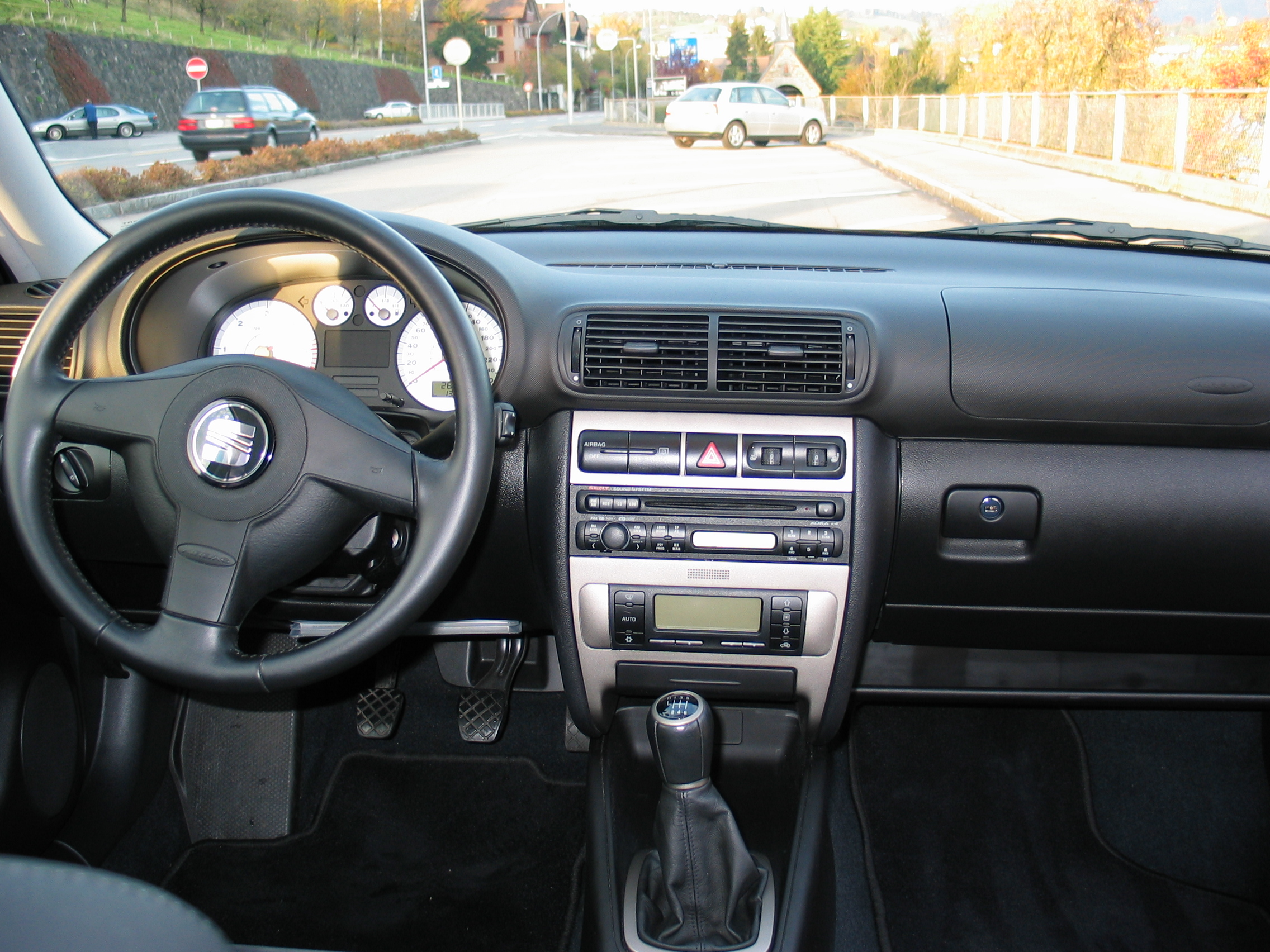
Салон

Перша генерація Леона побачила світ у жовтні 1998 року і випускалася аж до травня 2006-го. Хетчбек був побудований на базі седана Seat Toledo другого покоління на фольксвагеновскій платформі A4 (PQ34). Seat Leon мав чимало спільних компонентів з «четвертим» Гольфом і пропонувався як більш доступний і при цьому спортивний варіант Гольфа.
Базова модель оснащувалася бензиновими моторами 1.4 (75 к.с.), 1.6 (101, 102, 105 к.с.) і 1.8 (125 к.с.). Двигуни 1.8 потужніший мали спортивні версії Cupra і Cupra R (179, 209, 224 к.с.), а у модифікації Cupra 4 був двигун 2.8 VR6 (204 к.с.) з рядно-зміщеною схемою. Крім того, Leon випускався з дизелями 1.9 SDI (68 к.с.) і 1.9 TDI (від 90 до 150 к.с.). Трансмісіями служили п'яти-або шестиступінчаста "механіка" і чотирьохдіапазонний «автомат». 
Seat Leon першого покоління розійшовся по світу накладом близько 600 000 примірників.

### Двигуни[2]
| Двигун      | Об'єм [см³] | Код Двигуна | Тип двигуна | Потужність [к.с./кВт] при об/хв | Крутний момент [Нм] при об/хв | Розгін 0-100 км/год [с] | Швидкість максимальна [км/год] |            |            |            |
| Бензинові:  | Бензинові:  | Бензинові:  | Бензинові:  | Бензинові:                      | Бензинові:                    | Бензинові:              | Бензинові:                     | Бензинові: | Бензинові: | Бензинові: |
| ----------- | ----------- | ----------- | ----------- | ------------------------------- | ----------------------------- | ----------------------- | ------------------------------ | ---------- | ---------- | ---------- |
| 1.4 16V     | 1390        |             | R4          | 75/b.d.                         | 128                           | 14,6                    | 170                            |            |            |            |
| 1.6 16V     | 1595        |             | R4          | 105/b.d.                        | 148                           | 10,9                    | 192                            |            |            |            |
| 1.8 20V     | 1781        | AGN/APG     | R4          | 125/b.d.                        | 170                           | 10,3                    | 200                            |            |            |            |
| 1.8Т 20V    | 1781        |             | R4          | 180/b.d.                        | 235                           | 7,7                     | 229                            |            |            |            |
| 1.8 Cupra   | 1781        |             | R4          | 210/b.d.                        | 270                           | 7,2                     | 237                            |            |            |            |
| 1.8 Cupra R | 1781        |             | R4          | 225/b.d.                        | 280                           | 6,9                     | 242                            |            |            |            |
| 2.8 VR6     | 2791        |             | VR6         | 204/b.d.                        | 270                           | 7,2                     | 235                            |            |            |            |
| Дизельні:   |             |             |             |                                 |                               |                         |                                |            |            |            |
| 1.9 SDI     | 1896        |             | R4          | 68/b.d.                         | 133                           | 17,5                    | 160                            |            |            |            |
| 1.9 TDI     | 1896        |             | R4          | 90/b.d.                         | 210                           | 12,7                    | 180                            |            |            |            |
| 1.9 TDI     | 1896        |             | R4          | 110/b.d.                        | 235                           | 10,7                    | 193                            |            |            |            |
| 1.9 TDI     | 1896        |             | R4          | 130/b.d.                        | 310                           | 9,5                     | 205                            |            |            |            |
| 1.9 TDI     | 1896        |             | R4          | 150/b.d.                        | 320                           | 8,5                     | 215                            |            |            |            |

## Seat Leon II (1P) (2005–2012)

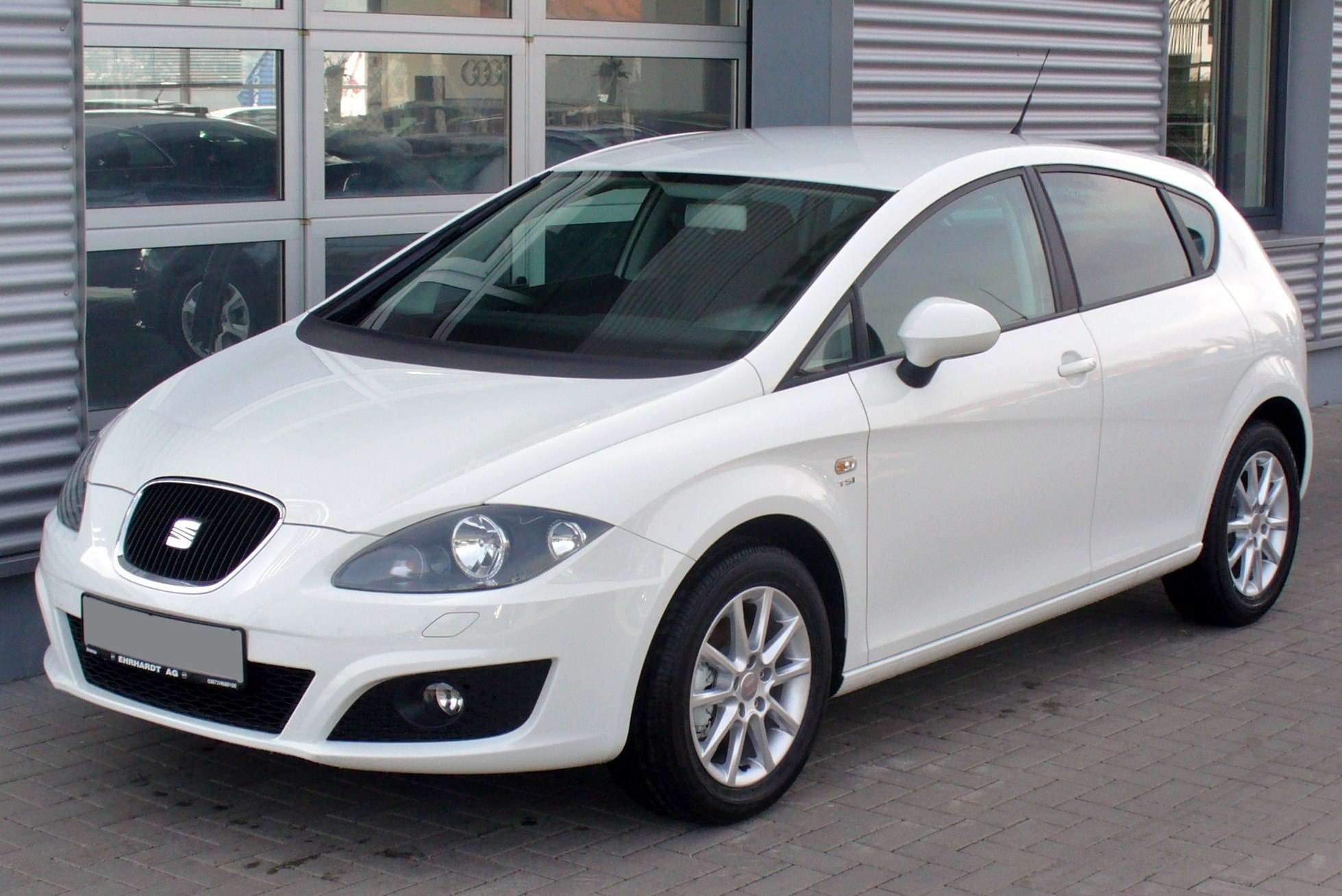
Seat Leon II (2009-2012)

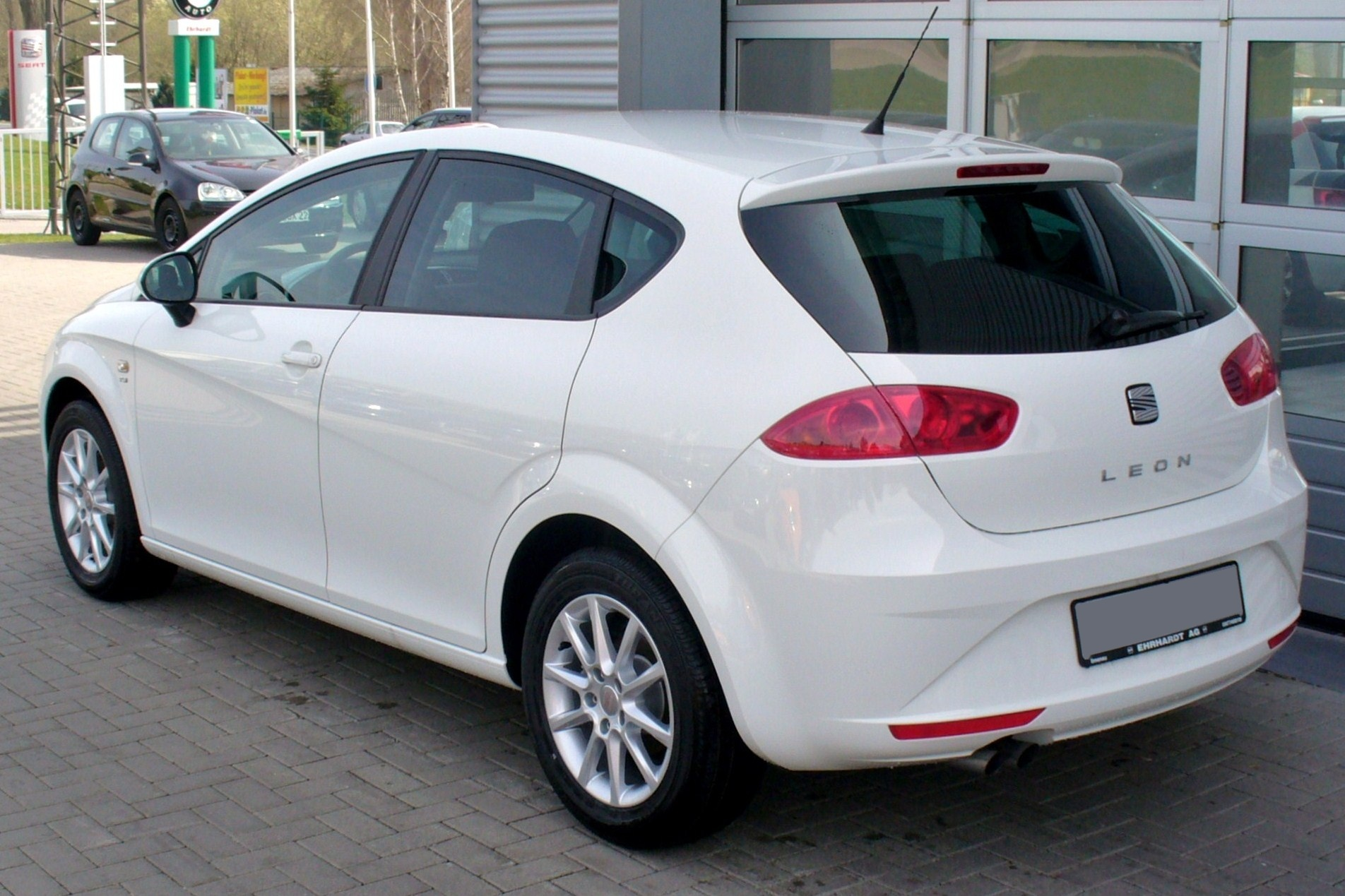
Seat Leon II (2009-2012)

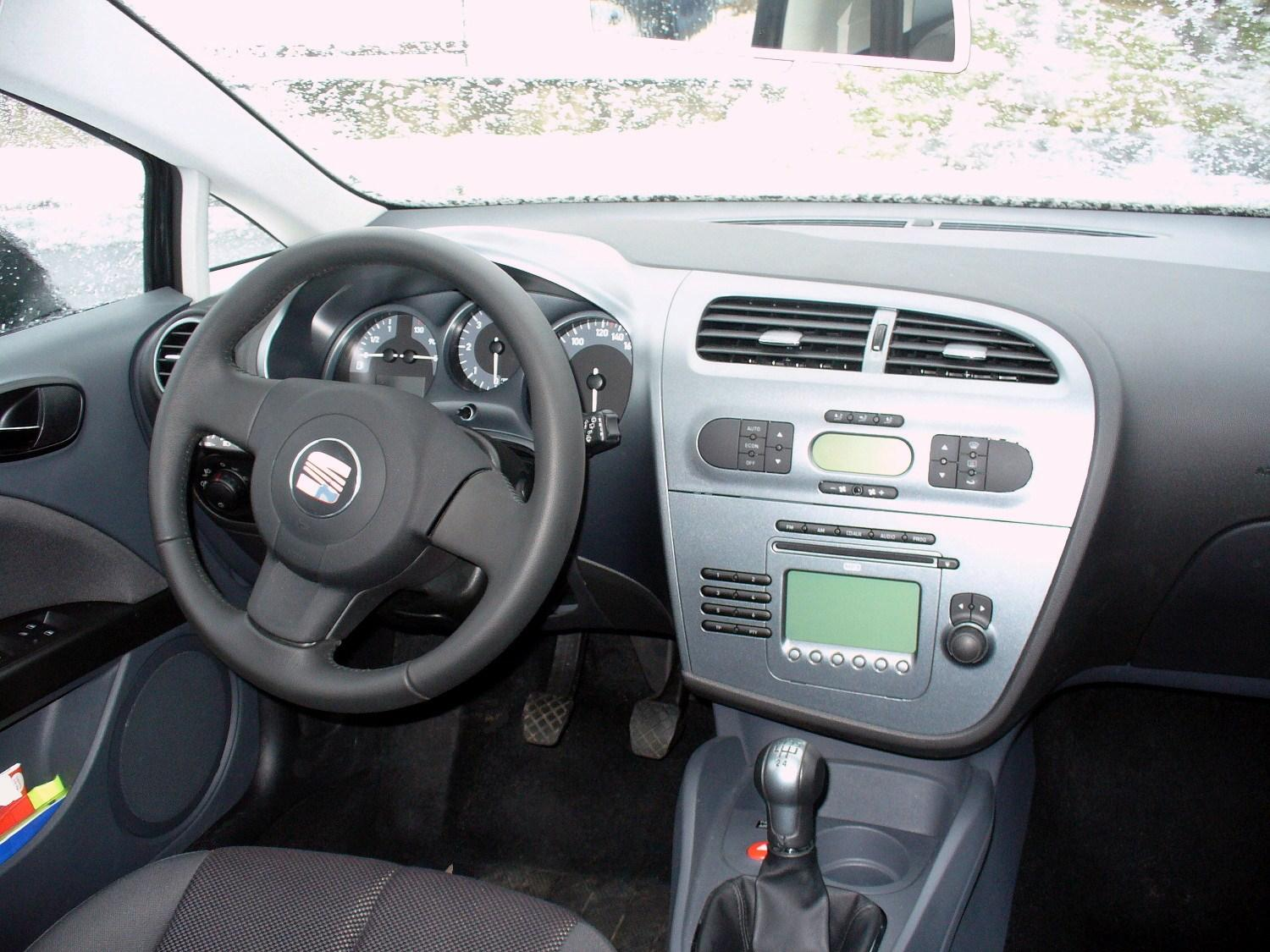
Салон

SEAT León другого покоління з'явився в травні 2005 року і теж став найближчим родичем Гольфа, тільки вже «п'ятого», з яким Seat розділив фольксвагенівску платформу A5 (PQ35). Гамма двигунів забарвилася літерками TSI (1.2, 1.4, 1.8, 2.0) і TFSI (2.0), діапазон потужностей «цивільних» модифікацій варіювався к.с., а спортивних (FR і Cupra) - перевищували 200 кінських сил: спецверсія 2.0 TFSI Cupra 310 Limited Edition отримала 310 к.с. Коробки передач - п'яти-і шестиступінчаста "механіка" плюс шести-або семишвидкісний «робот» DSG.
Seat Leon цього покоління в 2006-2007 роках був визнаний в Іспанії, Данії, Шотландії і Греції «Автомобілем року».
На початку 2009 року Leon пережив рестайлінг. Змінилися бампери, фари, ліхтарі і дзеркала. Відбувся косметичний ремонт передньої панелі. З'явилися нові варіанти обробки, комплектації, диски і та інше.

### Двигуни
| Двигун                             | Об'єм [см³] | Тип двигуна | Клапани /ГРМ            | Потужність [к.с./кВт] при об/хв | Крутний момент [Нм] при об/хв |            |            |            |            |
| Бензинові:                         | Бензинові:  | Бензинові:  | Бензинові:              | Бензинові:                      | Бензинові:                    | Бензинові: | Бензинові: | Бензинові: | Бензинові: |
| ---------------------------------- | ----------- | ----------- | ----------------------- | ------------------------------- | ----------------------------- | ---------- | ---------- | ---------- | ---------- |
| 1.2 8V TSI                         | 1197        | R4          | 8V SOHC                 | 105 (77)/5000                   | 175/1550-5100                 |            |            |            |            |
| 1.4                                | 1390        | R4          | 16V DOHC                | 86 (63)/5000                    | 130/3600                      |            |            |            |            |
| 1.4 TSI                            | 1390        | R4          | 16V DOHC                | 125 (92)/5600                   | 200/1500-4000                 |            |            |            |            |
| 1.6                                | 1595        | R4          | 8V SOHC                 | 102 (75)/5600                   | 148/3800                      |            |            |            |            |
| 1.8 TSI                            | 1798        | R4          | 16V DOHC                | 160 (118)/4500-6200             | 250/1500-4500                 |            |            |            |            |
| 2.0 FSI                            | 1984        | R4          | 16V DOHC                | 150 (110)/6000                  | 200/3500                      |            |            |            |            |
| 2.0 TFSI                           | 1984        | R4          | 16V DOHC                | 185 (136)/5100-6000             | 270/1800-5000                 |            |            |            |            |
| 2.0 TFSI FR                        | 1984        | R4          | 16V DOHC                | 200 (147)/5100-6000             | 280/1800-5000                 |            |            |            |            |
| 2.0 TSI FR                         | 1984        | R4          | 16V DOHC                | 211 (155)/5300-6200             | 280/1700-5200                 |            |            |            |            |
| 2.0 TFSI Cupra                     | 1984        | R4          | 16V DOHC                | 241 (177)/5700-6300             | 320/2200-5000                 |            |            |            |            |
| 2.0 TFSI Cupra R                   | 1984        | R4          | 16V DOHC                | 265 (195)/6000                  | 350/2500-5000                 |            |            |            |            |
| 2.0 TFSI Copa                      | 1984        | R4          | 16V DOHC                | 286 (210)/6000                  | 360/2500                      |            |            |            |            |
| 2.0 TFSI Cupra 310 Limited Edition | 1984        | R4          | 16V DOHC                | 310 (228)/6000                  | 425/3000-5000                 |            |            |            |            |
| LPG:                               |             |             |                         |                                 |                               |            |            |            |            |
| 1.6                                | 1595        | R4          | 8V SOHC                 | 102 (75)/5600                   | 148/3800                      |            |            |            |            |
| Дизельні:                          |             |             |                         |                                 |                               |            |            |            |            |
| 1.6 TDI DPF                        | 1598        | R4          | 16V DOHC CR             | 105 (77)/4400                   | 250/1500-2000                 |            |            |            |            |
| 1.9 TDI                            | 1896        | R4          | 8V SOHC Насос-форсунки  | 90 (66)/4000                    | 210/1800-2500                 |            |            |            |            |
| 1.9 TDI                            | 1896        | R4          | 8V SOHC Насос-форсунки  | 105 (77)/4000                   | 250/1900                      |            |            |            |            |
| 2.0 TDI                            | 1968        | R4          | 16V DOHC Насос-форсунки | 136 (100)/4000                  | 320/1750-2500                 |            |            |            |            |
| 2.0 TDI                            | 1968        | R4          | 16V DOHC Насос-форсунки | 140 (103)/4000                  | 320/1750-2500                 |            |            |            |            |
| 2.0 TDI DPF                        | 1968        | R4          | 8V SOHC Насос-форсунки  | 140 (103)/4000                  | 320/1750-2500                 |            |            |            |            |
| 2.0 TDI DPF                        | 1968        | R4          | 16V DOHC CR             | 140 (103)/4200                  | 320/1750-2500                 |            |            |            |            |
| 2.0 TDI DPF FR                     | 1968        | R4          | 16V DOHC Насос-форсунки | 170 (125)/4200                  | 320/1750-2500                 |            |            |            |            |
| 2.0 TDI DPF FR                     | 1968        | R4          | 16V DOHC CR             | 170 (125)/4200                  | 320/1750-2500                 |            |            |            |            |

## Seat Leon III (5F) (2012–2020)

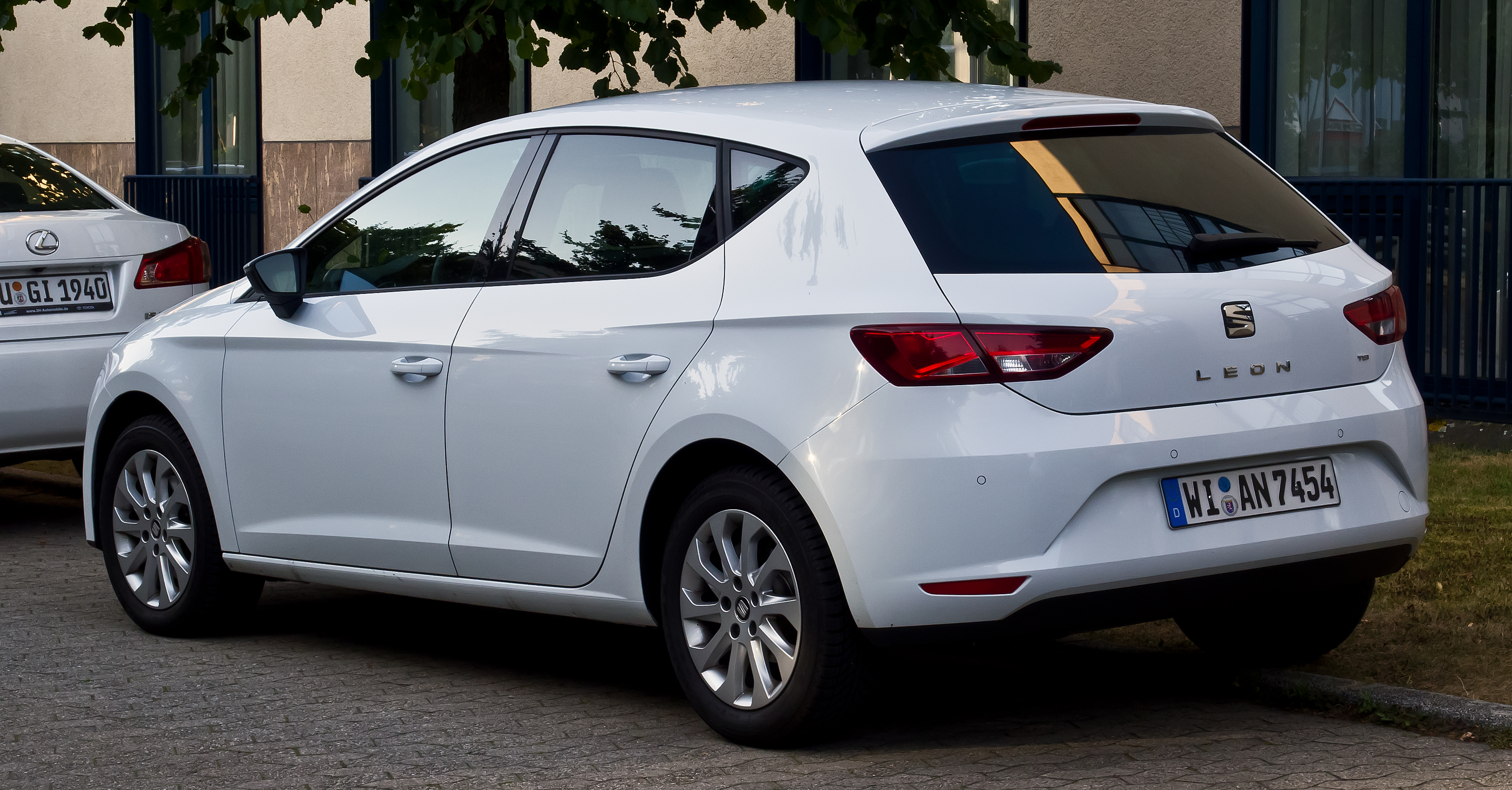
Seat León (з 2012)

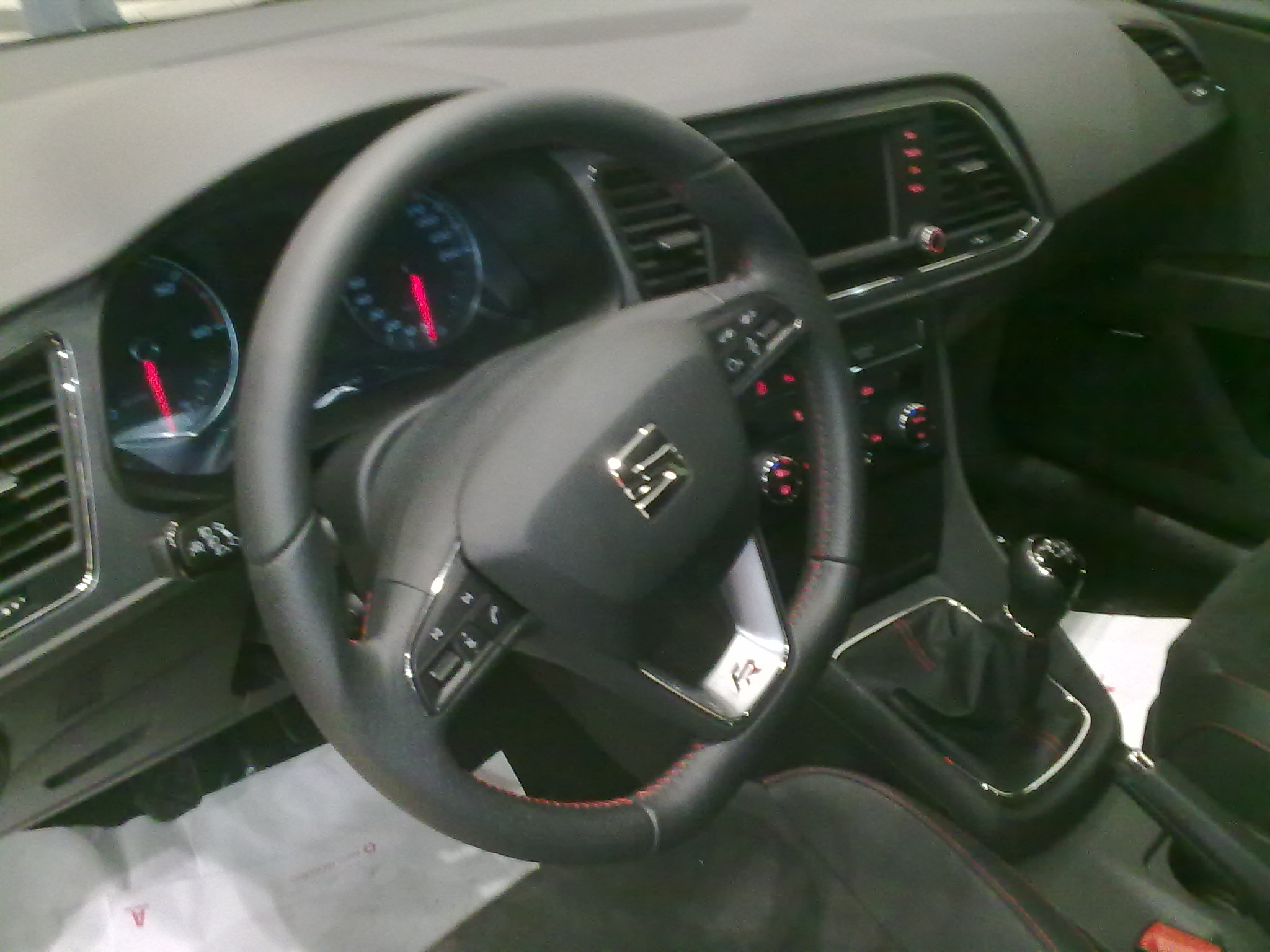
Салон

16 липня 2012 року іспанці офіційно представили зображення третього покоління Seat Leon. Серійна модель у вигляді п'ятидверного хетчбека дебютувала на Паризькому автосалоні у вересні 2012 року. Продажі почалися в листопаді того ж року. Зовнішність серійної машини практично така ж, як у концепту дворічної давності Seat IBE. Модель має нову модульну платформу від Фольксвагена на ім'я MQB. За неофіційними даними, Seat Leon вперше в своїй історії отримає трьохдверне виконання (також говорять і про кузові універсал) і гібридну силову установку Twin Drive: компанію ДВС нібито складуть електромотор потужністю 35 кВт і літій-іонні батареї, розміщені в задній частині автомобіля.
Весною 2013 року на автосалоні в Женеві була представлена 3-дверна версія Seat Leon SC (Sport Coupe). Продажі Leon SC почалися в червні того ж року. У порівнянні з 5-дверною версією Leon SC на 33 мм коротший (4230 мм) і володіє на 35 мм меншу колісну базу (2601 мм). Модель оснащується бензиновими і дизельними двигунами об'ємом від 1,2 до 2,0 літрів і потужністю від 86 до 184 к.с.
Пізніше в 2013 році представлено універсал Leon ST. В листопаді того ж року почалися її продажі.
В 2014 році дебютує заряджена модифікація Leon Cupra. Зокрема, саме Leon Cupra 280 в березні 2014 року встановив новий рекорд Нюрбургрингу в класі передньопривідних автомобілів, пройшовши коло траси із часом 7 хвилин 58,44 секунд. До тих пір найшвидшим автомобілем сегменту вважався Renatul Megane 265 Trophy. 
Seat Leon 2016 має більш вишуканий інтер’єр з хорошою ергономікою та функціональністю. Навіть пластикові елементи оснащення стали більш приємними на дотик, не говорячи вже про привабливі вугільно-чорні елементи та хромовані деталі. Приладова панель була розроблена для того, щоб водієві було легко використовувати всі наявні елементи управління. Циферблати приладів чіткі та легкі для зчитування. Прилади, які відповідають за обігрів є дуже простими у використанні. У верхній частині панелі розміщується сенсорний екран, яким дуже легко оперувати навіть під час руху. Загалом, сучасні моделі стали просторішими всередині та пропонують чимало елементів налаштування як сидінь, так і рульового колеса. Двоє дорослих зможуть зручно розташуватись на задніх сидіннях. Багажне відділення вміщає 380 літрів. Хоча деякі водії скаржились, що поріг відділення занадто високий, що ускладнює завантаження багажу. Усі моделі SEAT Leon стандартно постачаються з 5.0-дюймовим сенсорним екраном та дистанційним відмиканням дверей. Хетчбек Leon передбачено у п’ятидверній конфігурації, при бажанні отримати тридверну версію, Ви можете обрати SEAT Leon SC. Загалом, Leon пропонує чималий діапазон комплектацій, починаючи від найпростішої моделі S і закінчуючи спортивною FR. Найпопулярнішою вважається модель SE, яка оснащена: вікнами з електроприводом, шкіряним кермом, важелем перемикання передач, литими дисками коліс, можливістю під’єднання телефону через Bluetooth, круїз-контролем та системою кондиціонування повітря. Модель Cupra додасть DAB радіо та систему супутникової навігації. Модель Leon FR запропонує: покращений сенсорний екран навігаційної системи, спортивні сидіння, двозонний клімат-контроль та сенсори паркування. Хетчбек Leon має одні з найкращих показників безпеки. У салоні передбачено наявність: семи подушок безпеки, електронного контролю стабільності, системи допомоги при аварійному гальмуванні та системи розподілу крутного моменту при гальмуванні.   

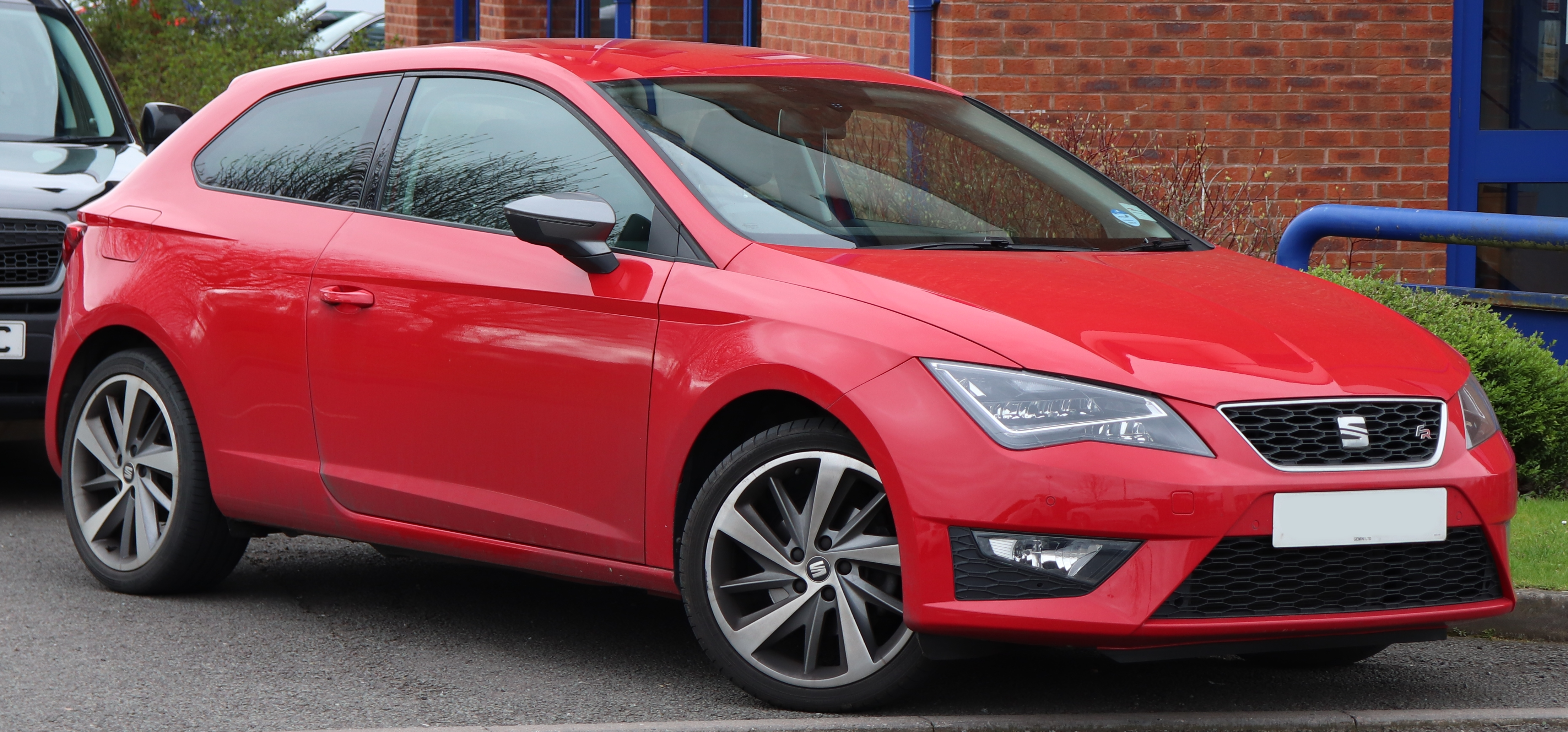
Seat León SC (з 2013)
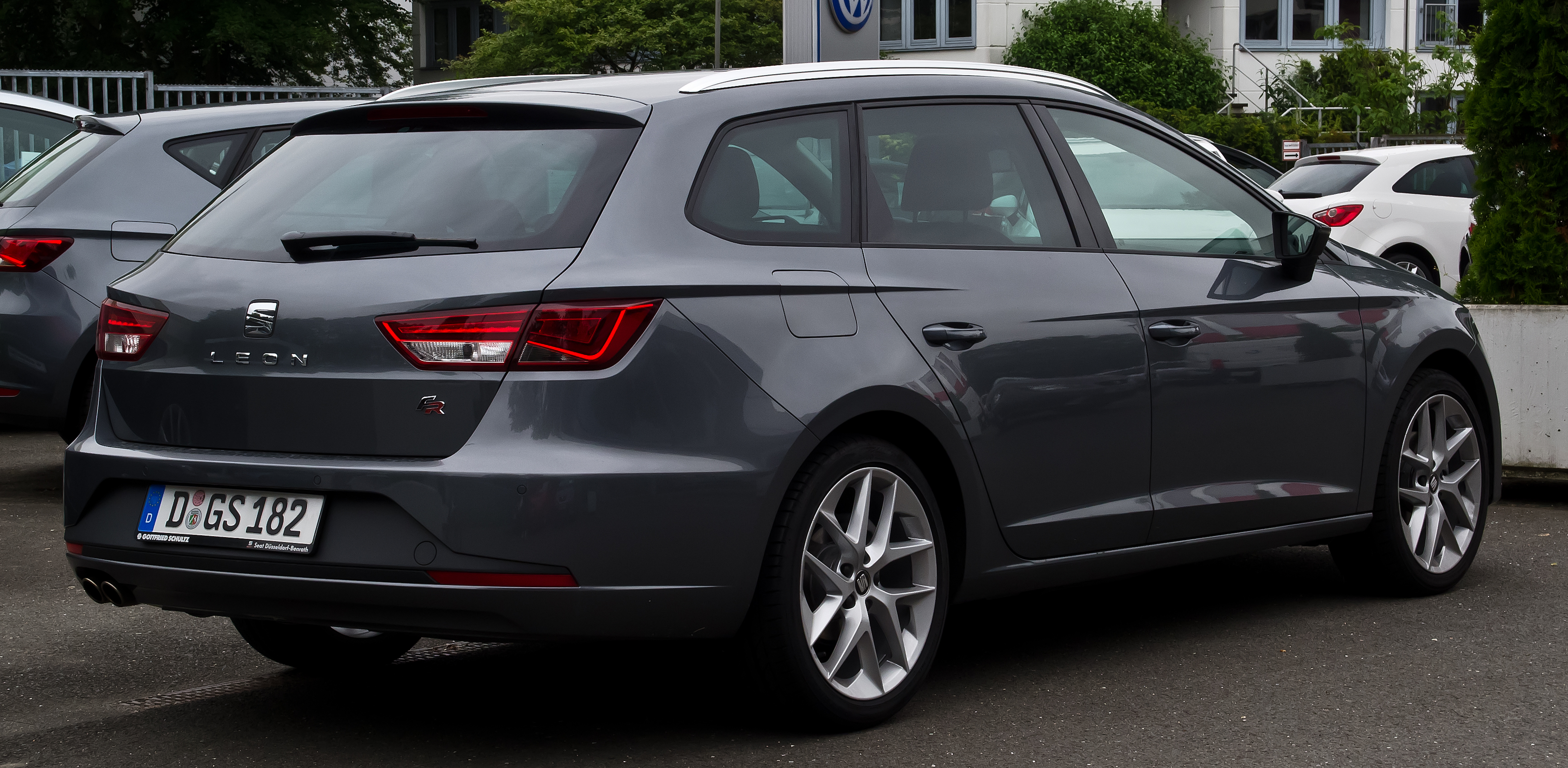
Seat León ST (з 2013)
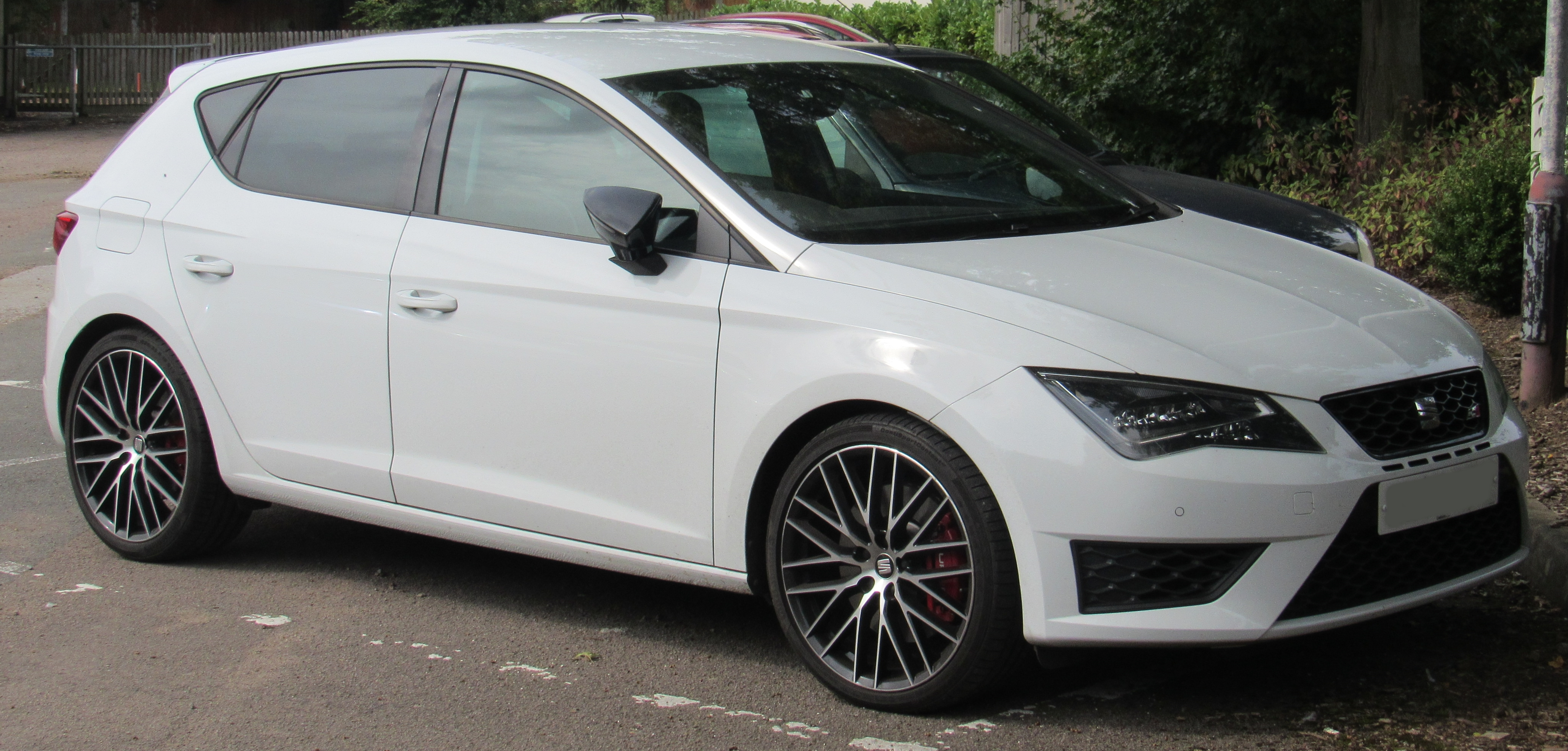
Seat León Cupra (з 2014)

### Бензинові двигуни
|                                           | 1.0 TSI                       | 1.0 TSI                        | 1.2 TSI                       | 1.2 TSI                        | 1.2 TSI                        | 1.4 TGI                         | 1.4 TSI                        | 1.4 TSI                        | 1.4 TSI                    | 1.4 TSI ACT                     | 1.5 TSI                        | 1.5 TSI                         | 1.5 TGI                        | 1.8 TSI                         |
| Роки виробництва                          | 11/2018–05/2019               | 05/2015-05/2019                | 11/2012–05/2018               | 11/2012–04/2014                | 03/2014–08/2018                | 03/2014–08/2018                 | 11/2012–03/2014                | 04/2014–08/2018                | 11/2012–03/2014            | 04/2014–08/2018                 | 09/2018-05/2019                | 09/2018-05/2019                 | 12/2018-05/2019                | 03/2013–08/2018                 |
| Код двигуна                               | DKLB                          | CHZD, DKRF                     | CJZB                          | CJZA                           | CYVB                           | CPWA                            | CMBA                           | CZCA                           | CHPA, CPTA                 | CZEA                            | DACA                           | DADA                            | DHFA                           | CJSA, CJSB                      |
| Платформа                                 | VW EA211                      | VW EA211                       | VW EA211                      | VW EA211                       | VW EA211                       | VW EA211                        | VW EA211                       | VW EA211                       | VW EA211                   | VW EA211                        | VW EA211 evo                   | VW EA211 evo                    | VW EA211 evo                   | VW EA888                        |
| Компоновка двигуна                        | R3 бензин                     | R3 бензин                      | R4 бензин                     | R4 бензин                      | R4 бензин                      | R4 бензин                       | R4 бензин                      | R4 бензин                      | R4 бензин                  | R4 бензин                       | R4 бензин                      | R4 бензин                       | R4 бензин                      | R4 бензин                       |
| Кількість клапанів                        | 12                            | 12                             | 16                            | 16                             | 16                             | 16                              | 16                             | 16                             | 16                         | 16                              | 16                             | 16                              | 16                             | 16                              |
| Тип вприску палива                        | Безпосередній                 | Безпосередній                  | Безпосередній                 | Безпосередній                  | Безпосередній                  | Безпосередній                   | Безпосередній                  | Безпосередній                  | Безпосередній              | Безпосередній                   | Безпосередній                  | Безпосередній                   | Безпосередній                  | Безпосередній                   |
| Форсировка                                | Турбований                    | Турбований                     | Турбований                    | Турбований                     | Турбований                     | Турбований                      | Турбований                     | Турбований                     | Турбований                 | Турбований                      | Турбований                     | Турбований                      | Турбований                     | Турбований                      |
| Об’єм двигуна                             | 999 см³                       | 999 см³                        | 1197 см³                      | 1197 см³                       | 1197 см³                       | 1395 см³                        | 1395 см³                       | 1395 см³                       | 1395 см³                   | 1395 см³                        | 1498 см³                       | 1498 см³                        | 1498 см³                       | 1798 см³                        |
| Макс. потужність                          | 63 kW (86 PS) на 5000–5500/хв | 85 kW (115 PS) на 5000–5500/хв | 63 kW (86 PS) на 4300–5300/хв | 77 kW (105 PS) на 4500–5500/хв | 81 kW (110 PS) на 4600–5600/хв | 81 kW (110 PS) на 4800–6000/хв  | 90 kW (122 PS) на 5000–6000/хв | 92 kW (125 PS) на 5000–6000/хв | 103 kW (140 PS) на 5000/хв | 110 kW (150 PS) на 5000–6000/хв | 96 kW (130 PS) на 5000–6000/хв | 110 kW (150 PS) на 5000–6000/хв | 96 kW (130 PS) на 5000–6000/хв | 132 kW (180 PS) на 5100–6200/хв |
| Макс. об. момент                          | 175 Нм на 1500–3000/хв        | 200 Нм на 2000–3500/хв         | 160 Нм на 1400–3500/хв        | 175 Нм на 1400–4000/хв         | 175 Нм на 1400–4000/хв         | 200 Нм на 1500–3500/хв          | 200 Нм на 1400–4000/хв         | 200 Нм на 1400–4000/хв         | 250 Нм на 1500–3500/хв     | 250 Нм на 1500–3500/хв          | 200 Нм на 1400–4000/хв         | 250 Нм на 1500–3500/хв          | 200 Нм на 1400–4000/хв         | 250 Нм на 1250–5000/хв          |
| Привод, базовий                           | Передній                      | Передній                       | Передній                      | Передній                       | Передній                       | Передній                        | Передній                       | Передній                       | Передній                   | Передній                        | Передній                       | Передній                        | Передній                       | Передній                        |
| Привод, опціональний                      | –                             | –                              | –                             | –                              | –                              | –                               | –                              | –                              | –                          | –                               | –                              | –                               | –                              | Повний (X-PERIENCE)             |
| Задня підвіска                            | Балка                         | Балка                          | Балка                         | Балка                          | Балка                          | Балка                           | Балка                          | Балка                          | Балка                      | Балка                           | Балка                          | Балка                           | Балка                          | Багатоважільна                  |
| КПП, базова                               | 5-ст. механічна               | 6-ст. механічна                | 5-ст. механічна               | 6-ст. механічна                | 6-ст. механічна                | 6-ст. механічна                 | 6-ст. механічна                | 6-ст. механічна                | 6-ст. механічна            | 6-ст. механічна                 | 6-ст. механічна                | 6-ст. механічна                 | 6-ст. механічна                | 6-ст. механічна                 |
| КПП, опціональна                          | –                             | 7-ст. DSG                      | –                             | 7-ст. DSG                      | –                              | 7-ст. DSG                       | –                              | –                              | 7-ст. DSG                  | 7-ст. DSG                       | –                              | 7-ст. DSG                       | 7-ст. DSG                      | 7-ст. DSG                       |
| Макс. швидкість                           | 176 км/г                      | 195 км/г                       | 179 км/г                      | 192 км/г                       | 191 км/г                       | 194 км/г                        | 202 км/г                       | 203 км/г                       | 212 км/г                   | 215 км/г                        | 207 км/г                       | 215 км/г                        | 206 км/г                       | 226 км/г                        |
| Прискорення, 0–100 км/г                   | 11,9 сек.                     | 9,8 сек.                       | 11,8–12,1 сек.                | 10,1 сек.                      | 9,8–10,2 сек.                  | 10,9 сек.                       | 9,3 сек.                       | 8,9–9,4 сек.                   | 8,2 сек.                   | 7,9–8,2 сек.                    | 9,4 сек.                       | 8,2 сек.                        | 10,1 сек.                      | 7,1–7,8 сек.                    |
| Масса (ЄС), у кг                          | 1191                          | 1197–1224                      | 1188–1247                     | 1188–1247                      | 1188–1247                      | 1359–1421                       | 1269                           | 1233–1263                      | 1241–1297                  | 1241–1297                       | 1239                           | 1243                            | 1301–1374                      | 1310–1372                       |
| Витрата пального на 100 км (комбінований) | 4,8 л. Преміум 95             | 4,8–4,9 л. Преміум 95          | 5,2 л. Преміум 95             | 4,9 л. Преміум 95              | 4,9 л. Преміум 95              | 5,3 л. Преміум 95 [3,5 кг. газ] | 5,2 л. Преміум 95              | 5,2 л. Преміум 95              | 5,2 л. Преміум 95          | 4,7 л. Преміум 95               | 4,9–5,1 л. Преміум 95          | 5,0–5,3 л. Преміум 95           | 3,5–3,7 кг. газ                | 5,9 л. Преміум 95               |
| Виділення CO2 (комб.)                     | 109–110 г/км                  | 109–112 г/км                   | 114 г/км                      | 114 г/км                       | 114 г/км                       | 124 г/км                        | 120 г/км                       | 120 г/км                       | 119 г/км                   | 109 г/км                        | 111–116 г/км                   | 113–120 г/км                    | 95–100 г/км                    | 137 г/км                        |
| Стандарт викидів, за класифікацією ЄС     | Euro 6d-TEMP                  | Euro 5/ Euro 6/ Euro 6d-TEMP   | Euro 5/ Euro 6/ Euro 6d-TEMP  | Euro 5/ Euro 6                 | Euro 5/ Euro 6                 | Euro 5/ Euro 6                  | Euro 5/ Euro 6                 | Euro 5/ Euro 6                 | Euro 5/ Euro 6             | Euro 6                          | Euro 6d-TEMP                   | Euro 6d-TEMP                    | Euro 6d-TEMP                   |                                 |

### Дизельні двигуни
- Вся наведена інформація стосується 5-дверної варіації

|                                           | 1.6 TDI                          | 1.6 TDI                           | 1.6 TDI                           | 1.6 TDI ECOMOTIVE                 | 1.6 TDI                           | 2.0 TDI                            | 2.0 TDI                            | 2.0 TDI                            |                 |
| Роки виробництва                          | 11/2012–05/2015                  | 11/2012–05/2015                   | 05/2015–11/2016                   | 09/2013–11/2016                   | 11/2016–05/2019                   | 11/2012–03/2015                    | 03/2015-05/2019                    | 03/2013–08/2019                    |                 |
| Код двигуна                               | CLHB                             | CLHA                              | CXXB                              | CRKB                              | DDYA                              | CRBC                               | CKFC, CRMB                         | CUPA, CUNA                         |                 |
| Платформа                                 | VW EA288                         | VW EA288                          | VW EA288                          | VW EA288                          | VW EA288                          | VW EA288                           | VW EA288                           | VW EA288                           |                 |
| Тип двигуна                               | Common-Rail, сажевий фільтр      | Common-Rail, сажевий фільтр       | Common-Rail, сажевий фільтр       | Common-Rail, сажевий фільтр       | Common-Rail, сажевий фільтр       | Common-Rail, сажевий фільтр        | Common-Rail, сажевий фільтр        | Common-Rail, сажевий фільтр        |                 |
| Циліндрів/клапанів                        | 4/16                             | 4/16                              | 4/16                              | 4/16                              | 4/16                              | 4/16                               | 4/16                               | 4/16                               |                 |
| Тип вприску палива                        | Безпосередній                    | Безпосередній                     | Безпосередній                     | Безпосередній                     | Безпосередній                     | Безпосередній                      | Безпосередній                      | Безпосередній                      |                 |
| Форсировка                                | Турбований                       | Турбований                        | Турбований                        | Турбований                        | Турбований                        | Турбований                         | Турбований                         | Турбований                         |                 |
| Об'єм двигуна                             | 1598 cm³                         | 1598 cm³                          | 1598 cm³                          | 1598 cm³                          | 1598 cm³                          | 1968 cm³                           | 1968 cm³                           | 1968 cm³                           |                 |
| Макс. потужність                          | 66 kW (90 PS) на 2750–4800 об/хв | 77 kW (105 PS) на 3000–4000 об/хв | 81 kW (110 PS) на 3250–4000 об/хв | 81 kW (110 PS) на 3200–4000 об/хв | 85 kW (115 PS) на 3250–4000 об/хв | 110 kW (150 PS) на 3500–4000 об/хв | 110 kW (150 PS) на 3500–4000 об/хв | 135 kW (184 PS) на 3500–4000 об/хв |                 |
| Макс. об. момент                          | 230 Нм на 1400—2750 об/хв        | 250 Нм на 1500—2750 об/хв         | 250 Нм на 1500–3000 об/хв         | 250 Нм на 1500–3000 об/хв         | 250 Нм на 1500–3250 об/хв         | 320 Нм на 1750–3000 об/хв          | 340 Нм на 1750–3000 об/хв          | 380 Нм на 1750–3000 об/хв          |                 |
| Привод, базовий                           | Передній                         | Передній                          | Передній                          | Передній                          | Передній                          | Передній                           | Передній                           | Передній                           |                 |
| Привод, опціональний                      | –                                | –                                 | Повний                            | Повний                            | –                                 | Повний                             | Повний                             | Повний                             |                 |
| Задня підвіска                            | Балка                            | Балка                             | Балка                             | Балка                             | Балка                             | Балка                              | Балка                              | Багатоважільна                     |                 |
| КПП, базова                               | 5-ст. механічна                  | 5-ст. механічна                   | 5-ст. механічна                   | 6-ст. механічна                   | 5-ст. механічна                   | 6-ст. механічна                    | 6-ст. механічна                    | 6-ст. механічна                    | 6-ст. механічна |
| КПП, опціональна                          | –                                | 7-ст. DSG                         | 7-ст. DSG                         | –                                 | 7-ст. DSG                         | 7-ст. DSG                          | 7-ст. DSG 6-ст. DSG з 2018         | 7-ст. DSG 6-ст. DSG з 2018         |                 |
| Макс. швидкість                           | 178 км/г                         | 192 км/г [191 км/г]               | 194 км/г [194 км/г]               | 197 км/г                          | 197 км/г [197 км/г]               | 215 км/г [211 км/г] (208 км/г)     | 215 км/г [211 км/г] (208 км/г)     | 228 км/г [226 км/г] (224 км/г)     |                 |
| Прискорення, 0–100 км/г                   | 12,6 сек.                        | 10,7 сек. [10,7 сек.]             | 10,5 сек. [10,5 сек.]             | 10,5 сек.                         | 9,8 сек. [9,8 сек.]               | 8,4 сек.                           | 8,4 сек.                           | 7,5 сек. (7,1 сек.)                |                 |
| Витрата пального на 100 км (комбінований) | 4,1 л., Дизель                   | 3,8 л., Дизель [3,9 л., Дизель]   | 3,8 л., Дизель [3,8 л., Дизель]   | 3,3 л., Дизель                    | 4,0 л., Дизель [4,1 л., Дизель]   | 4,3 л., Дизель [4,5 л., Дизель]    | 4,3 л., Дизель [4,5 л., Дизель]    | 4,5 л., Дизель [4,6 л., Дизель]    |                 |
| Виділення CO2 (комб.)                     | 108 г/км                         | 99 г/км [102 г/км]                | 99 г/км [99 г/км]                 | 87 г/км                           | 105 г/км [108 г/км]               | 110 г/км [117 г/км]                | 110 г/км [117 г/км]                | 118 г/км [120 г/км]                |                 |
| Стандарт викидів, за класифікацією ЄС     | Euro 5                           | Euro 5                            | Euro 6                            | Euro 5/ Euro 6                    | Euro 6/ Euro 6d-TEMP              | Euro 5                             | Euro 6/ Euro 6d-TEMP               | Euro 5/ Euro 6                     |                 |

- Значення в таких дужках [..] стосуються автомобілів з DSG.
- Значення в таких дужках (..) стосуються автомобілів з 4Drive (повний привод).

## Seat Leon IV (з 2020)

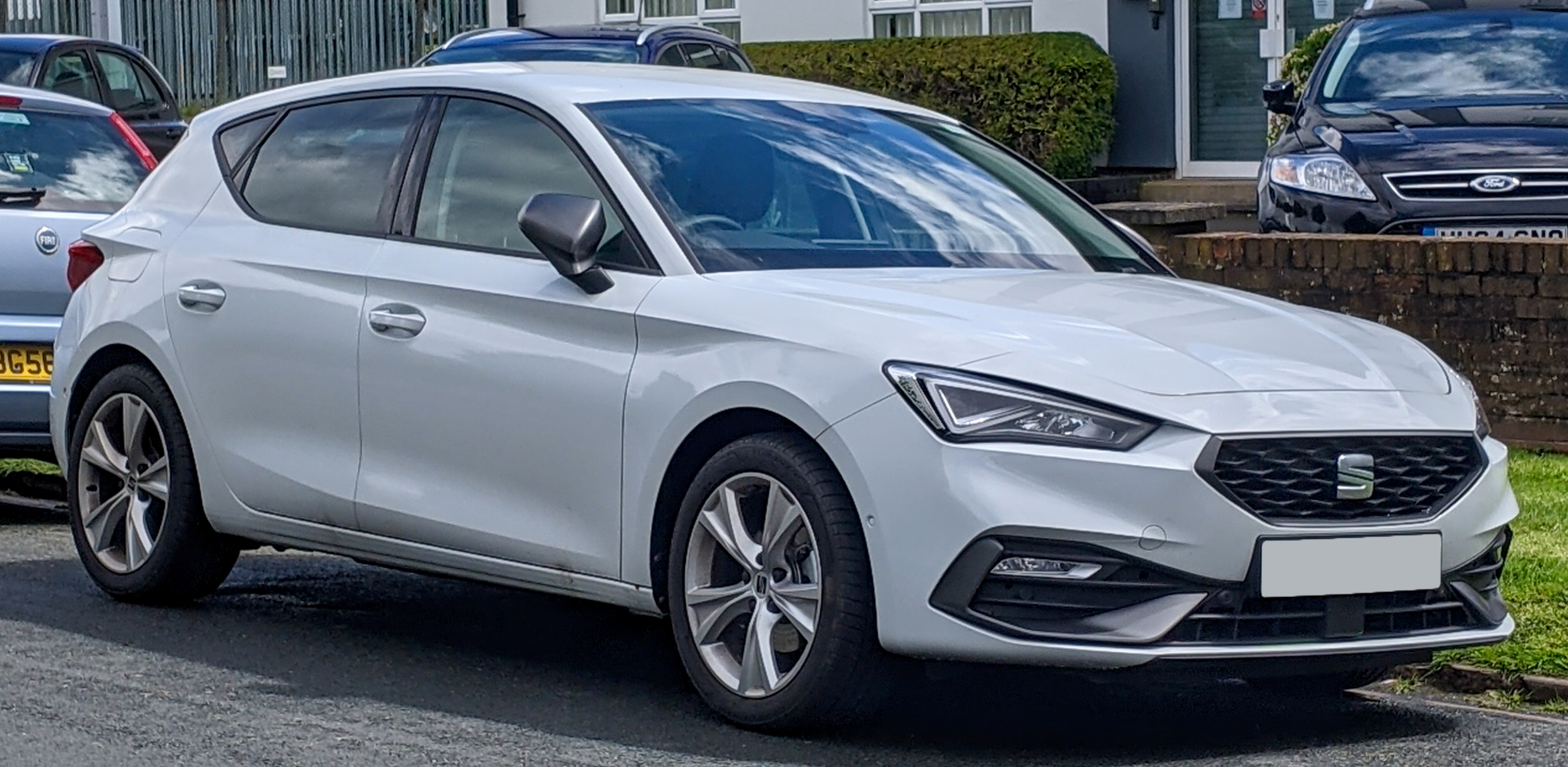
SEAT Leon Mk4

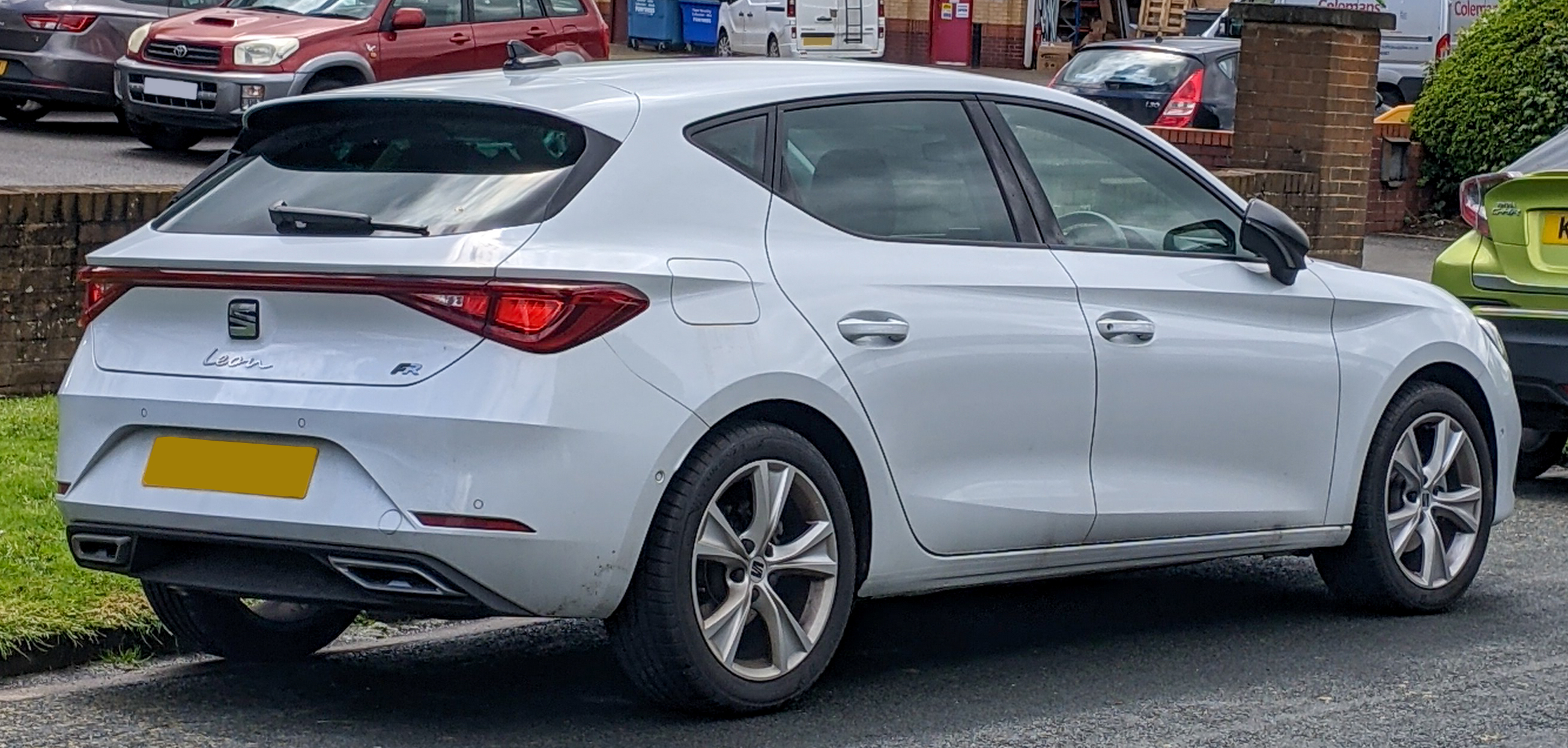
SEAT Leon Mk4

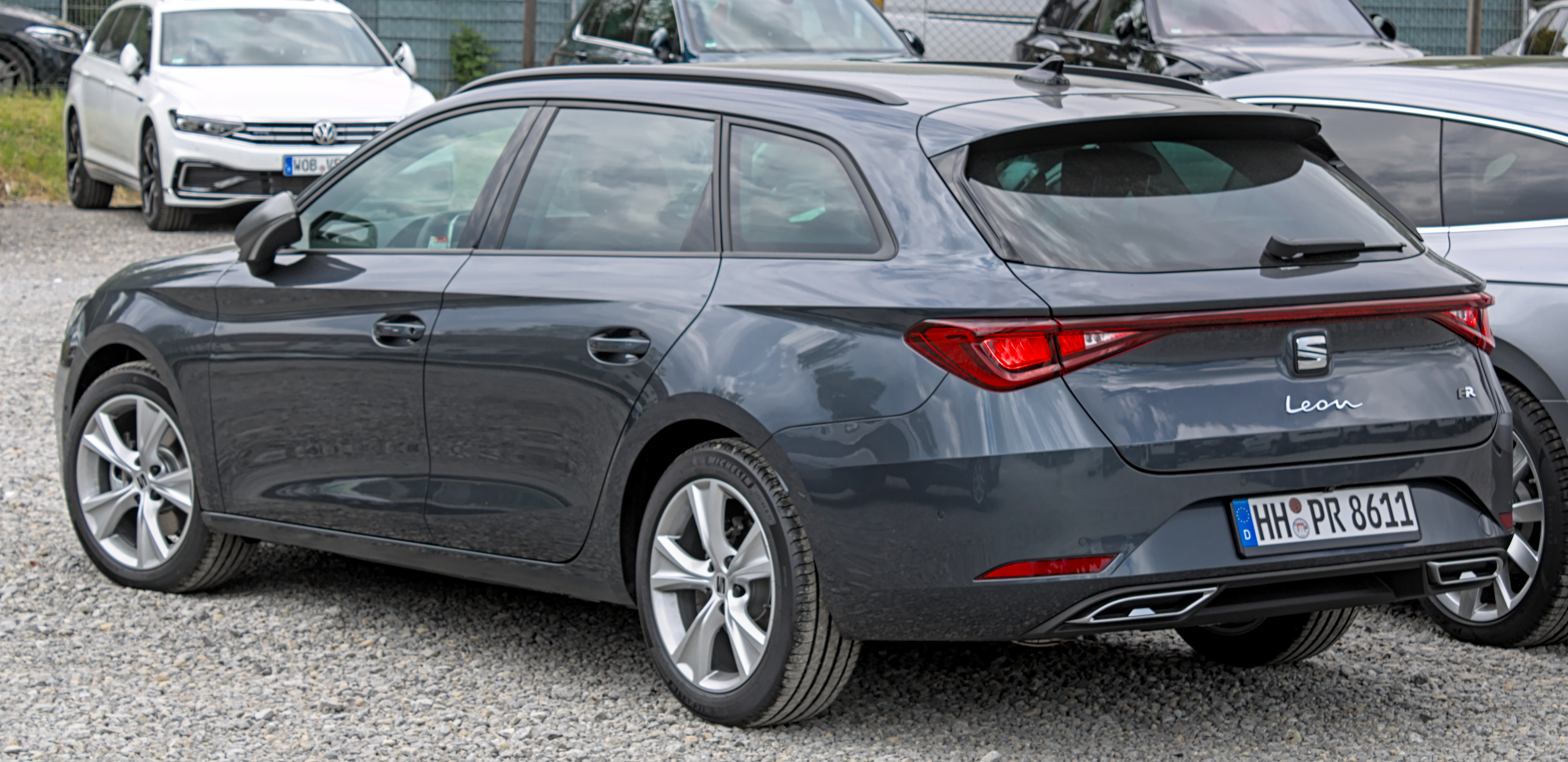
SEAT Leon Mk4 ST

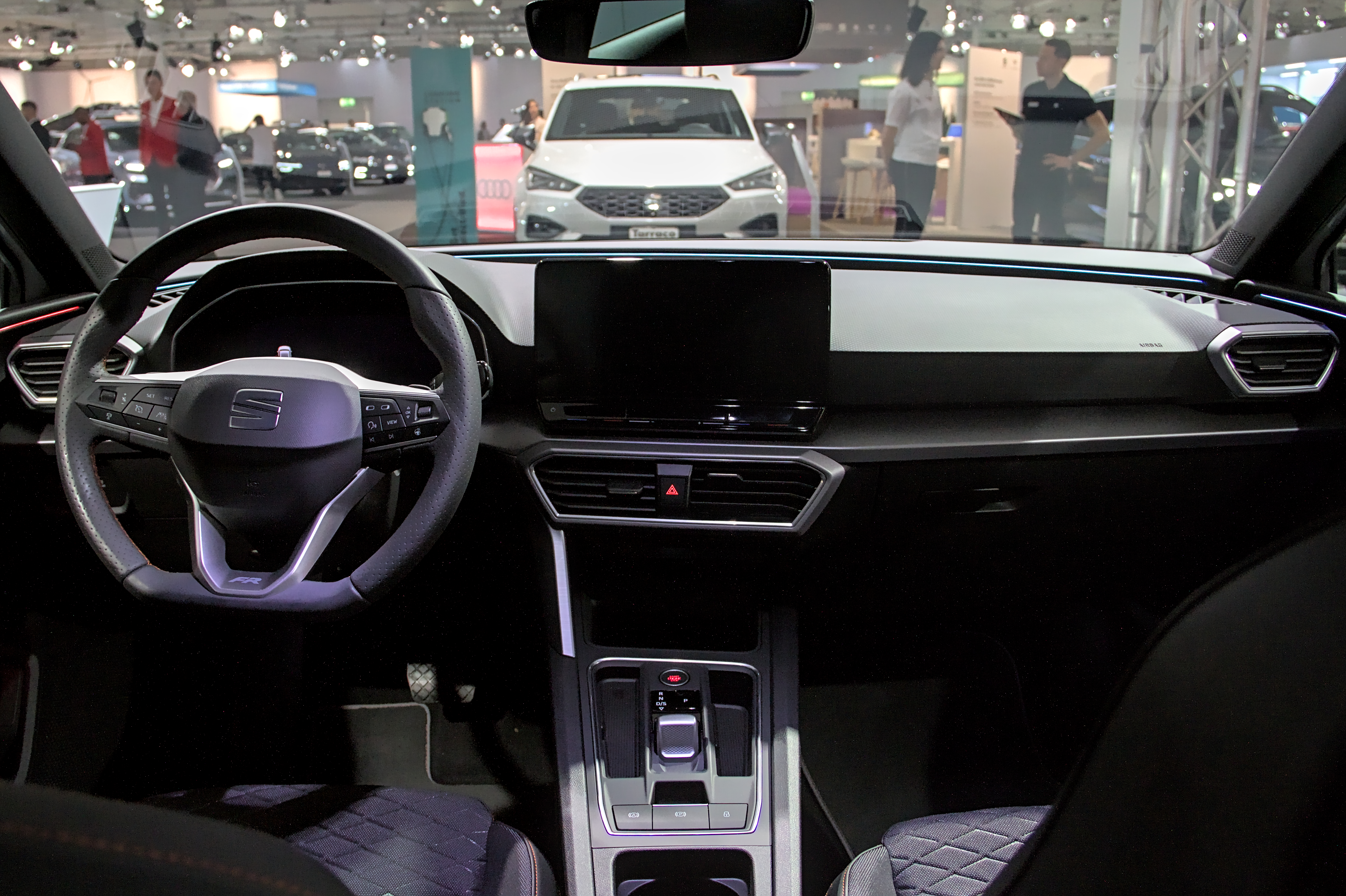
Салон

Четверте покоління Leon було представлено 28 січня 2020 року. Він поділяє платформу MQB з Volkswagen Golf 8, Skoda Octavia 4, Scala та Audi A3 4. У нього є весь цифровий кластер, оснащений LED-Light, а також широкий асортимент бензинових, дизельних, гібридних та електричних двигунів.

### Двигуни
бензинові:
- 1.0 L EA211 CHYB I3 TSI
- 1.5 L EA211 EVO I4 TSI
- 2.0 L I4 TSI

дизельні:
- 2.0 L I4 TDI diesel

CNG:
- 1.5 L EA211 EVO I4 CNG TGI

hybrid:
- 1.0 L EA211 CHYB I3 eTSI
- 1.5 L EA211 EVO I4 eTSI

PHEV:
- 1.4 L EA211 I4 TSI

## Продажі
| Модель                                        | 1999  | 2000   | 2001   | 2002   | 2003   | 2004   | 2005   | 2006    | 2007    | 2008   | 2009   | 2010   | 2011   | 2012   | 2013    | 2014    | 2015    |
| --------------------------------------------- | ----- | ------ | ------ | ------ | ------ | ------ | ------ | ------- | ------- | ------ | ------ | ------ | ------ | ------ | ------- | ------- | ------- |
| SEAT León Загальний обсяг річного виробництва | 6,080 | 93,123 | 91,939 | 93,606 | 96,536 | 90,850 | 98,130 | 126,511 | 120,630 | 96,761 | 66,368 | 79,462 | 80,736 | 71,295 | 114,568 | 154,100 | 160,900 |